# 拉克乡
拉克乡，是中华人民共和国四川省凉山彝族自治州喜德县曾经下辖的一个乡。2021年1月12日，撤销则约乡和拉克乡，将原则约乡和原拉克乡所属行政区域划归光明镇管辖。

## 行政区划
拉克乡撤销前下辖以下地区：
源泉村、吴哈村、四合村、干拖村、幸福村和新村。